# Rak żołądka
Rak żołądka – nowotwór złośliwy wywodzący się z nabłonka błony śluzowej żołądka. U większości taksonów zwierząt nie stwierdza się, by występował często. Jednak jest jednym z najczęściej występujących nowotworów złośliwych u ludzi.

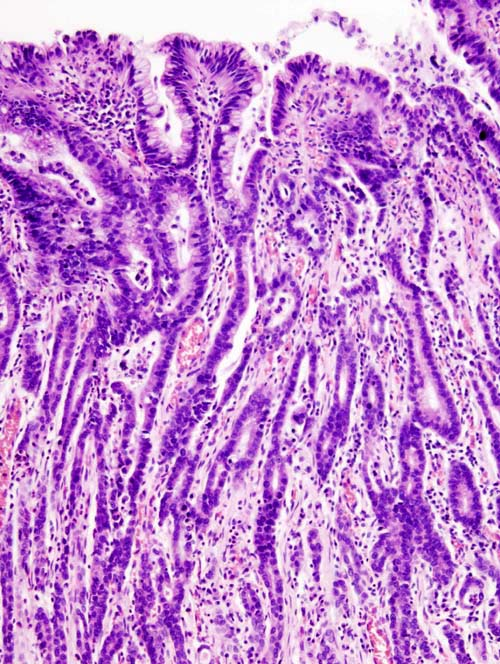
Histopatologiczny widok dobrze zróżnicowanego gruczolakoraka żołądka u człowieka.

## Występowanie
Nowotwory złośliwe i guzy o właściwościach podobnych do raka żołądka wykryto u przedstawicieli różnych grup taksonomicznych zwierząt występujących w warunkach naturalnych: ssaków (w tym u ludzi), ptaków, ryb, bezżuchwowców (śluzic), owadów (motyli, karaczanów, muchówek, błonkówek), skorupiaków (dziesięcionogów). Stwierdzono ich występowanie także u zwierząt domowych i gospodarskich.
W badaniach laboratoryjnych wykorzystuje się tzw. modele zwierzęce raka żołądka, czyli linie genetycze zwierząt, które są bardziej predysponowane do tego, by rozwinął się u nich rak żołądka, lub organizmy u których sztucznie indukowano rozwój raka. Jako modele takie wykorzystywani są gryzonie (myszy, szczury i suwaki mongolskie) i psy.
Występowanie raka żołądka u zwierząt innych niż człowiek jest słabo zbadane, tym niemniej wydaje się, że występuje on rzadko (w przeciwieństwie do raka żołądka u człowieka): u tych gatunków ssaków, dla których są dostępne bardziej szczegółowe dane, odnotowywano mniej niż 1 przypadek na 100 000 osobników na rok (choć w populacjach narażonych na działanie karcynogenów może być znacznie częstszy). Także u zwierząt domowych i gospodarskich nie jest częsty: dotyczy przede wszystkim psów (0,8 przypadków/100 000/rok), u kotów jest rzadki, i znacznie rzadszy niż u ludzi. U zwierząt o znaczeniu gospodarczym istnieje ograniczona liczba opisów przypadków choroby u koni (0,5 przypadków/100 000/rok), bydła domowego, owiec i świń. Nowotwory trawieńca są bardzo rzadkie i stwierdzono pojedyncze przypadki u bydła i owiec.
Także w porównaniu do innych rodzajów nowotworów nie jest częsty – np. u domowych mięsożernych ssaków stanowi mniej niż 1% wykrywanych wszystkich nowotworów złośliwych.
U ludzi natomiast rak żołądka jest 5 pod względem zapadalności (ok. 1 mln) liczby odnotowywanych corocznie przypadków nowotworem u człowieka. Należy do najczęściej występujących nowotworów złośliwych u ludzi.

## Histopatologia
Rak żołądka może występować w różnych postaciach, jako: gruczolakorak, rak jelitowy lub rozlany, może tworzyć przerzuty.
Rak żołądka u ssaków domowych i gospodarskich jest klasyfikowany jak u ludzi, według klasyfikacji WHO, choć niektórzy proponują pewne modyfikacje tego systemu. Rzadko klasyfikuje się nowotwór według klasyfikacji Lauréna. Zwykle dominującym podtypem histopatologicznym jest gruczolakorak, jednak u koni jest to rak płaskonabłonkowy. U kotów najczęstszym złośliwym nowotworem nabłonkowym jest gruczolakorak i rak niezróżnicowany.

## Etiologia
Etiologia występowania raka żołądka u zwierząt jest bardzo mało poznana. Prawdopodobnie występują inne czynniki ryzyka niż te u ludzi. Rola zakażenia Helicobacter pylori i ekspozycji na nitrozoaminy, które są jedną z głównych przyczyn rozwoju raka żołądka u ludzi, nie została dostatecznie zbadana. Przypuszczalnie długotrwała podaż nitrozoamin ma związek przyczynowy z chorobą u psów, a przewlekłe zapalenie żołądka i zapalenie Helicobacter pylori ma związek z chorobą u kotów.
Zanieczyszczenie środowiska karcynogenami, takimi jak rakotwórcze węglowodory, może zwiększać częstość występowania raka żołądka u zwierząt w warunkach naturalnych. W populacji bieług, zasiedlających estuarium Rzeki Świętego Wawrzyńca zanieczyszczone przez wielopierścieniowe węglowodory aromatyczne (PAH), roczny wskaźnik występowania raka żołądka był nawet wyższy niż dla globalnej populacji ludzkiej, i stanowił 11% wszystkich nowotworów (u pozostałych waleni <3%).
Czynnikiem sprzyjającym rozwojowi raka żołądka mogą być infekcje wirusowe i predyspozycje genetyczne.

## Rozpoznanie
W większości przypadków rozpoznanie stawia się na podstawie badań histopatologicznych.
W przypadku ssaków objawy raka żołądka są niespecyficzne, zbliżone do objawów raka przełyku (przewlekłe wymioty, prowadzące do spadku masy ciała i wyniszczenia organizmu, wodobrzusze, krwawienie lub ciemny, smolisty stolec). Rozpoznanie w większości przypadków jest stawiane w bardzo zaawansowanym stadium. W diagnostyce wykorzystuje się kontrastowe badanie radiologiczne, ultrasonografię i rzadko badanie endoskopowe. Ostateczne rozpoznanie stawia się na podstawie biopsji i badania histopatologicznego.

## Leczenie
Leczenie zwierząt prowadzi się zależnie od rodzaju rozpoznanego raka. Podstawową metodą leczenia jest chirurgiczna resekcja żołądka i odtworzenie ciągłości przewodu pokarmowego. Zwykle wykonuje się całkowite wycięcie żołądka lub wycięcie dystalnej części żołądka analogicznie do operacji Billroth I, także gastrojejunostomię (Billroth II). W przypadku domowych ssaków drapieżnych bywa stosowana chemioterapia (doksorubicyną, cisplatyną, 5-florouracylem), ewentualnie radioterapia. Rokowania w przypadku choroby u zwierząt są niekorzystne, zwłaszcza w przypadku gruczolakoraków, cechujących się dużą częstością występowania przerzutów.